# Keg! Max!
Keg! Max! es el 62do episodio de la serie de televisión norteamericana Gilmore Girls.

## Resumen del episodio
A diferencia de Emily y Richard, que en el primer viernes libre tienen una reunión, Lorelai y Rory están aburridas; el director de la escuela de Stars Hollow le dice a Jess que ha reprobado el año. Durante una reunión de padres en Chilton para tratar temas sobre la graduación, Lorelai descubre que Max Medina se ha unido al grupo; aunque Max intenta guardar cierta distancia de Lorelai, pese a que ésta intenta acercársele de cualquier manera; Lorelai incomoda a Luke y a Nicole cada vez que va a la habitación que ellos ocupan para hacer el servicio de mucama. La banda de Lane debutará en una fiesta en Stars Hollow, a la que Rory y Jess van, pero éste demuestra su incomodidad durante la fiesta; Lane no sabe cómo deshacerse de Young Chui pues él la sigue a todos lados, algo que Dave no ha dejado de notar. Lane se emborracha, llama a su casa para decirle a su madre que ella quiere a Dave y no a Young Chui; Rory y Jess suben a una habitación del segundo piso y Jess quiere ir más allá de unos besos, pero Rory se va llorando. Dean le pregunta qué es lo que le pasa, y como ve a Jess molesto, se lanza hacia él y se inicia la pelea que desde tiempo atrás parecía avecinarse. Finalmente, cuando la policía llega y pone orden, Rory intenta hablar con Jess pero él se va.
- Datos: Q5958862